# Mecánica del daño concentrado
Mecánica de daño concentrado o agrupado (MDC, inglés: LDM Lumped Damage Mechanics) es una rama de la ingeniería estructural que se ocupa del análisis de estructuras reticuladas. Se basa en la mecánica del daño continuo y la mecánica de la fractura. Combina las ideas de estas teorías con el concepto de rótula plástica. La MDC puede definirse como la mecánica de la fractura de sistemas estructurales complejos. En los modelos de la MDC, el agrietamiento o el pandeo local, así como la plasticidad, se concentran en las rótulas inelásticas. Al igual que en la mecánica del daño continuo, la MDC utiliza variables de estado para representar los efectos del daño en la rigidez y resistencia restantes de la estructura resistente. En estructuras de hormigón armado, la variable de estado de daño cuantifica la densidad de grietas en la zona de la articulación plástica; en componentes de hormigón no reforzado y vigas de acero, es una medida adimensional de la superficie de la grieta; en elementos tubulares de acero, la variable de daño mide el grado de pandeo local. Las leyes de evolución de la MDC pueden derivarse de la mecánica de daño continuo o de la mecánica de la fractura. En este último caso, se introducen conceptos como la tasa de liberación de energía o el factor de concentración de tensiones de una articulación plástica. La MDC permite la simulación numérica del colapso de estructuras complejas con una fracción del costo computacional y esfuerzo humano en comparación con sus contrapartes de mecánica continua. La MDC también se usa como procedimiento de regularización que elimina el fenómeno de dependencia de la malla que se observa en el análisis estructural con modelos de daño local. Además, la MDC se ha modelizado utilizando el análisis mediante elementos finitos de la propagación de grietas en conexiones viga-columna de acero sometidas a fatiga de ciclo ultra bajo.